# Загирянка
Загирянка — посёлок в Ольховатском районе Воронежской области России.
Входит в состав городского поселения Ольховатка.

## География

### Улицы
- ул. Дальняя
- ул. Лесная
- ул. Сосновая

## Население
| 2010 |
| ---- |
| 250  |